# 年代果林
年代 果林（ねんだい かりん、1989年11月25日 - ）は、日本の女優。

千葉県出身。ハルベリーオフィス、劇団EgofiLter所属。元24時間アイドル【24】研修生。

## 出演作品

### 舞台
- 戦場のピクニック（2013年4月）
- おぶ・ざ・でっどな夜 壱（2014年1月）
- ひきがね 引いた（2014年4月）
- 夜ノ森/チェレンコフノ光ニツイテ（2014年5月）
- Béranger（2015年5月）
- さよならサムゴー ～いつかはギャットモンテイプ～（2015年5月）
- 桜の森の満開のあとで（2015年11月）

### 映画
- 骨壺（2012年）